# Морахарпа

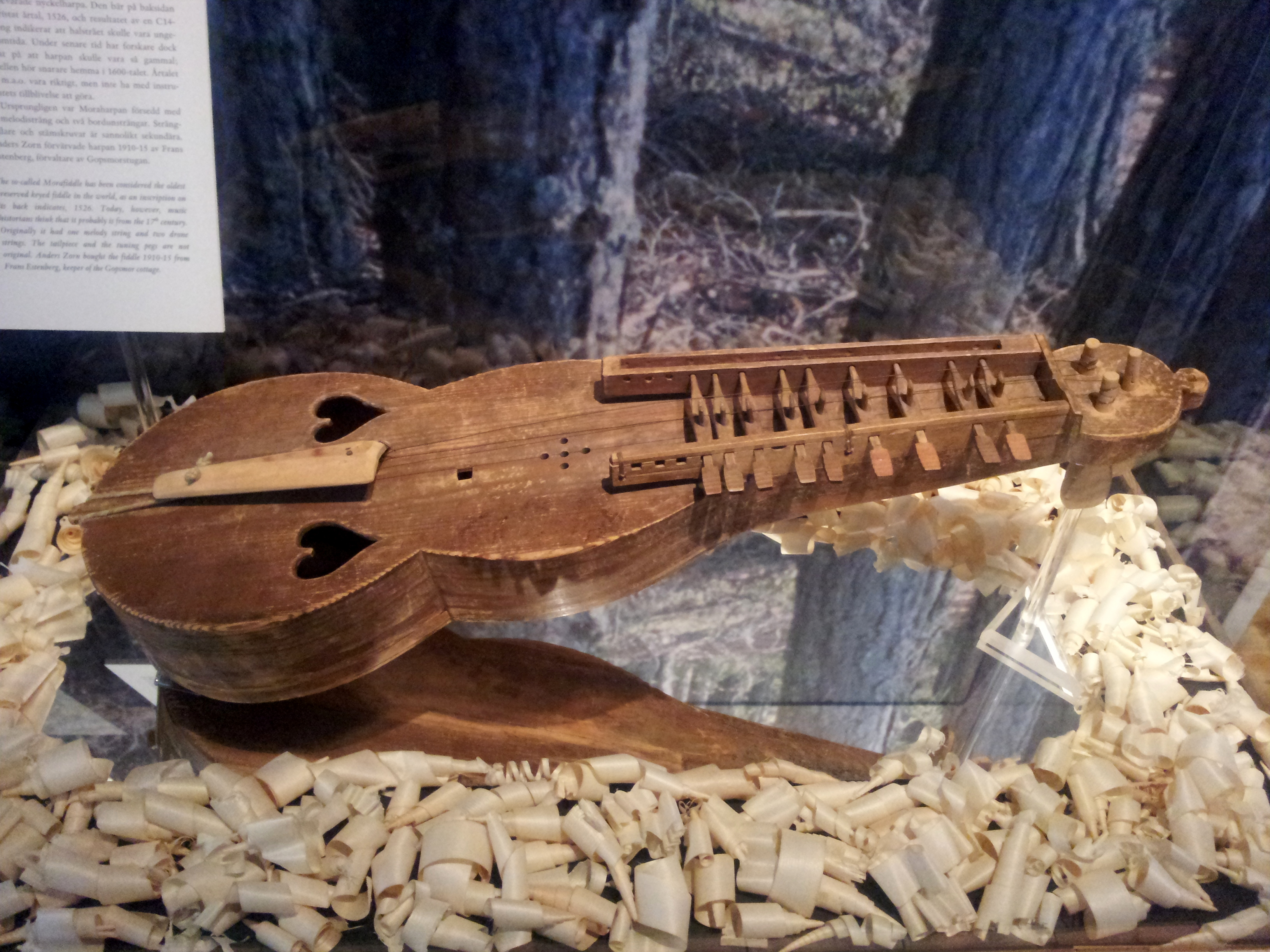
Морахарпа, датована 1526 роком, у Колекціях Цорна, муніципалітет Мура, Швеція

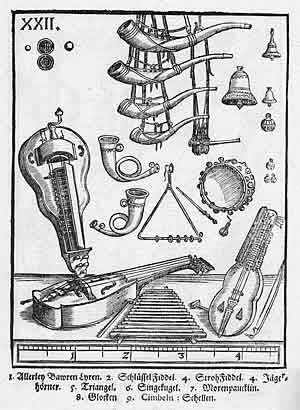
Ключова скрипка (Schlüsselfiedel) (нижній правий кут)

Морахарпа — сучасна назва раннього попередника нікельхарпи; основний зразок інструмента, датований 1526 роком, було знайдено в місті Мура, Швеція. Від 1980-х років виготовляється низка сучасних реплік оригінальної морахарпи, і назва «морахарпа» використовується як для позначення конкретного інструмента, так і для опису типу нікельхарпи, схожої за конструкцією на оригінал.

## Музейний зразок
Інструмент, який експонується в колекції Зорна в селищі Мура, Даларна (звідси й назва), має напис на звороті з імовірною датою «1526» року, хоча малоймовірно, що він був виготовлений так рано. Шведський дослідник Пер-Ульф Алльмо припустив, що цей інструмент (і ще один подібного типу) ймовірно було зроблено в Серні, північна Даларна, приблизно близько 1680 року, під впливом трактату Преторіуса, і що він не має тісного зв’язку з традицією нікельхарпи в північному Уппланді — основному регіоні поширення інструмента.
Резонатор має форму пісочного годинника і дуже схожий на зображення нікельхарпи в трактаті Syntagma Musicum III Міхаеля Праеторіуса 1620 року (де вона названа Schlüssel fiddel). Інструмент має прямий струнотримач (на відміну від вигнутої, подібної до віолончельної, підставки нікельхарпи), одну мелодійну струну, дві бурдонні струни й один ряд клавіш, не маючи натомість 10–12 резонансних струн, притаманних нікельхарпі, яка зазвичай має три або чотири мелодійні струни і до 25 дерев’яних клавіш.